# CineFest
cinefest – Internationales Festival des deutschen Film-Erbes ist eine Veranstaltung in Hamburg von
CineGraph – Hamburgisches Centrum für Filmforschung und des Bundesarchivs Abteilung Filmarchiv, Berlin. Teile des Filmprogramms laufen anschließend auch in Berlin, Prag, Saarbrücken, Wien, Wiesbaden und Zürich.
Partner sind unter anderem das Kino Ponrepo des nfa - Narodní filmový archiv, Prag, das Zeughaus-Kino im Deutschen Historischen Museum, Berlin, das Österreichische Filmmuseum, Wien, das Filmpodium Zürich und die Cinémathèque Suisse, Lausanne, das Murnau-Filmtheater im Deutschen Filmhaus, Wiesbaden sowie das Filmhaus Saarbrücken.
cinefest ist das erste Filmfestival in Deutschland, das themenorientiert ein Festival-Programm mit einem wissenschaftlichen Kongress verbindet und so die vielfältigen Facetten der deutschen Filmgeschichte im europäischen Rahmen einer breiten Öffentlichkeit vermittelt. Durch die Präsentation historischer Filmmaterialien sowie die wissenschaftliche Auseinandersetzung mit Aspekten der Medien- und Zeitgeschichte bietet das Festival ein Forum für die Wiederentdeckung, Diskussion und Würdigung des deutschen Filmerbes.
Das im November 2004 erstmals veranstaltete Festival entwickelte sich aus den Internationalen Filmhistorischen Kongressen, die CineGraph seit 1988 alljährlich in Hamburg organisiert hatte. Die Filmhistorischen Kongresse sind weiterhin Teil des cinefest und vertiefen die jährlich wechselnden Schwerpunktthemen durch Vorträge und Diskussionen internationaler Fachleute.

## Themen
Die Themen von cinefest waren bislang:
- 2004 – Die deutsche Filmkomödie vor 1945 (mit dem Schwerpunkt auf jüdischen Komödianten vor und nach 1933)
- 2005 – FilmEuropa Babylon. Mehrsprachenversionen der 1930er Jahre in Europa
- 2006 – Leinen los! Maritimes Kino in Deutschland und Europa 1912–1957
- 2007 – Film im Herzen Europas. Deutsch-Tschechische Filmbeziehungen im 20. Jahrhundert
- 2008 – Alles in Scherben !...? Film-Produktion und Propaganda in Europa 1940–1950
- 2009 – Schatten des Krieges. Innovation und Tradition im europäischen Kino 1940–1950
- 2010 – cinema trans-alpino. Deutsch-Italienische Filmbeziehungen
- 2011 – Europas Prärien und Cañons. Western zwischen Sibirien und Atlantik
- 2012 – Kalter Krieg und Film-Frühling. Das Kino der frühen 1960er Jahre
- 2013 – Verboten! – Filmzensur in Europa
- 2014 – Gegen?Öffentlichkeit! – Neue Wege im Dokumentarischen
- 2015 – Menschen im Hotel. Filmische Begegnungen in begrenzten Räumen
- 2016 – Gebrochene Sprache – Filmautoren und Schriftsteller des Exils
- 2017 – Zwischen Revolution und Restauration – Kultur und Politik 1789–1848 im Spiegel des Films
- 2018 – Meister des Weimarer Kinos - Joe May und das wandernde Bild
- 2019 – Dr. Seltsam oder: Aus den Wolken kommt das Glück – Film zwischen Polit-Komödie und Gesellschafts-Satire
- 2020 – Kino, Krieg und Tulpen - Deutsch-niederländische Filmbeziehungen.
- 2021 – Westwärts - Osteuropäische Filmschaffende in Westeuropa.
- 2022 – Gekurbelt, Entfesselt, Bunt, Digital - Kameratechnik und Filmkunst in der deutschen Kinematografie.
- 2023 – Achtung! Musik ... - Zwischen Filmkomödie und Musical.
- 2024 – Mehr als Tell und Heidi. Deutsch-Schweizerische Filmbeziehungen.

Zu jedem cinefest erscheint ein illustriertes Katalogbuch mit einführenden Texten, Filmografien und Dokumenten.
cinefest  wird unterstützt durch die Behörde für Kultur und Medien der Freien und Hansestadt Hamburg, in- und ausländischen Institutionen sowie Sponsoren.

## Preise
Im Rahmen der Eröffnung des Festivals wird der Reinhold Schünzel-Preis vergeben, ein Ehrenpreis für langjährige Verdienste um die Pflege, Bewahrung und Verbreitung des europäischen Film-Erbes.
Mit dem Willy Haas-Preis werden Publikationen zum deutschsprachigen Film bzw. zum Film in Deutschland ausgezeichnet. Er wird von einer internationalen Jury an jeweils eine Buch- und eine DVD/Blu-ray-Edition vergeben.